# 羅斯希爾鎮區 (北達科他州麥克亨利縣)
羅斯希爾鎮區（英語：Rose Hill Township）是位於美國北達科他州麥克亨利縣的一個鎮區。

## 地方資料
羅斯希爾鎮區的面積為93.07平方千米，當中陸地面積為92.74平方千米，而水域面積為0.33平方千米。根據2020年美國人口普查的數據，當地共有人口32人，而人口密度為每平方千米0.34人。